# 位址匯流排
位址匯流排（Address Bus）是一種電腦匯流排，是CPU或有DMA能力的單元，用來溝通這些單元想要存取（讀取/寫入）電腦記憶體元件/地方的實體位址。
位址匯流排的寬度，隨可定址的記憶體元件大小而變，決定有多少的記憶體可以被存取。舉個例子，一個16位元寬度的位址匯流排（通常在1970年和1980年早期的8位元處理器中使用）到達2的16次方 = 65536 = 64 KB的記憶體位址，而一個32位元位址匯流排（通常在像2004年的PC處理器中），在一個記憶體位址佔據一個位元組的前提下，可定址4,294,967,296 = 4 GB的記憶體空間。
在大多數的微電腦中，可定址的元件都是8位元的"位元組"（所以"K"在這情況像相等於"KB"或kilobyte），有很多的電腦例子是以更大的資料區塊當作他們實體上最小的可定址元件，像是大型主機、超級電腦以及某些工作站的CPU。